# Meloe brevicollis
Meloe brevicollis (лат.) — вид жуков-нарывников из подсемейства Meloinae. Распространён в Европе, включая Европейскую часть России и Кавказа, в  Северной Африке, в Передней и Средней Азии, на северо-западе и юго-востоке Казахстана, в Афганистане, Забайкалье, Приамурье и Монголии. Обитает в различных биотопах от полупустынь до горных местностей. Более предпочтительны остепенённые участки горных и предгорных участков. Взрослые насекомые (имаго) питаются на лютике, анемоне, одуванчике. Иногда вредительствует сельскохозяйственным культурам. Личинки паразитируют в гнёздах Trachusa serratulae. Длина тела имаго 8—22 мм. Тело синее или тёмно-синее, блестящее. Бороздки на надкрыльях сглаженные.

## Классификация
Выделяют 2 подвида:
- Meloe brevicollis brevicollis Panzer, 1793
- Meloe brevicollis algiricus Escherich, 1890